# Route départementale 2 (Alpes-de-Haute-Provence)
Pour les articles homonymes, voir Route départementale 2.
La route départementale 2, abrégée en RD 2 ou D 2, est une des Routes des Alpes-de-Haute-Provence, qui relie Colmars-les-Alpes à Saint-André-les-Alpes.

## Tracé de Colmars-les-Alpes à Saint-André-les-Alpes
- Col des Champs, commune de Colmars-les-Alpes
- Colmars-les-Alpes
- de Colmars-les-Alpes à Villars-Colmars (par la RD 908)
- Villars-Colmars
- Beauvezer
- de Beauvezer à Thorame-Haute (par la RD 908)
- Thorame-Haute
- Thorame-Basse
- Saint-André-les-Alpes